# The Boys (serial telewizyjny 2019)
The Boys – amerykański serial telewizyjny o superbohaterach, oparty na komiksie Chłopaki, napisanym przez Gartha Ennisa i Daricka Robertsona. Produkcją serialu zajął się Eric Kripke dla Amazonu. Opowiada o grupie, która walczy z superbohaterami, nadużywającymi swoich umiejętności, nie przebierając przy tym w środkach. 
Premiera serialu odbyła się 26 lipca 2019. Przed premierą Amazon zamówił drugą serię, która miała premierę 4 września 2020, z kolei trzecia zadebiutowała 3 czerwca 2022. 
Sukces serialu spowodował rozwój franczyzy o tej samej nazwie. 10 października 2020 premierę miała krótkometrażówka Rzeźnik: Krótki film, której akcja osadzona została pomiędzy serią pierwszą i drugą. 4 marca 2022 premierę miał animowany spin-off, Chłopaki przedstawiają: Czyste zło. 29 września 2023 wyszedł kolejny spin-off – Gen V.

## Fabuła
Historia serialu osadzona jest w świecie, w którym superbohaterowie są celebrytami pracującymi dla potężnej korporacji, Vought International. Ta sprzedaje ich umiejętności i zarabia na nich. Większość z superbohaterów to osoby aroganckie i skorumpowane. Serial koncentruje się przede wszystkim na dwóch grupach: Siódemce, najważniejszej drużynie herosów, oraz tytułowych Chłopakach, którzy próbują kontrolować poczynania niezwykłych ludzi.
Siódemce przewodzi egoistyczny i niestabilny psychicznie Ojczyznosław. Liderem Chłopaków jest Billy Rzeźnik, gardzący wszystkimi supermocami. Hugh Campbell dołącza do jego grupy po tym, jak jego dziewczyna zginęła przez Pośpiesznego – bohater wbiegł prosto w nią z wielką szybkością. Młody mężczyzna razem z resztą Chłopaków próbuje znaleźć dowody przestępstw nadludzi, które pozwolą CIA ograniczyć możliwości superbohaterów. W tym samym czasie Annie January, o pseudonimie Gwiezdna, dostaje się do Siódemki. Młoda i pełna nadziei, musi stawić czoła prawdzie o podziwianych przez siebie bohaterach.

## Obsada

### Role pierwszoplanowe
- Karl Urban jako Billy Rzeźnik[b] (William Butcher), przywódca Chłopaków (The Boys), nieufny wobec wszystkich, którzy posiadają niezwykłe moce. Szczególnie nienawidzi Ojczyznosława, który według niego jest odpowiedzialny za zniknięcie jego żony.
- Jack Quaid jako Hugh „Hughie” Campbell, najnowszy członek The Boys, który dołączył do nich po tym, jak jego dziewczyna, Robin, została zabita przez Pośpiesznego.
- Antony Starr jako John / Ojczyznosław[b] (Homelander), potężny lider Siódemki. Publicznie jawi się jako szlachetny bohater, jednak prywatnie jest arogancki i agresywny. Zależy mu na utrzymaniu swojego wizerunku, za wszelką cenę.
- Erin Moriarty jako Annie January / Gwiezdna[b] (Starlight), emitująca światło superbohaterka i najnowszy członek Siódemki. W przeciwieństwie do innych osób o niezwykłych umiejętnościach, Annie szczerze chce pomagać innym.
- Dominique McElligott jako Maggie Shaw / Czuła Królowa[b] (Queen Maeve), weteranka Siódemki, która dawniej chciała chronić niewinnych, ale rozczarowała się i cierpi z powodu wypalenia zawodowego. Jest byłą dziewczyną Ojczyznosława i zna jego prawdziwą osobowość.
- Jessie T. Usher jako Reggie Franklin / Pośpieszny[b] (A-Train), niezwykle szybki biegacz, członek Siódemki. Jest zdeterminowany, żeby utrzymać status najszybszego człowieka na świecie. Wierzy, że jeśli straci swój tytuł, zostanie usunięty z grupy.
- Laz Alonso jako Marvin T. Milk / Cycuś Glancuś (Mother’s Milk), członek Chłopaków. Ciągle próbuje odejść z grupy przez starcia z Francuzem oraz ze względu na bezpieczeństwo swojej rodziny, jednak Billy za każdym razem namawia go, żeby został.
- Chace Crawford jako Kevin Moskowitz / Głęboki[b] (The Deep), członek Siódemki, który posiada umiejętność komunikowania się z życiem wodnym oraz oddychania pod wodą. Czuje się niezrozumiany przez resztę członków swojej drużyny.
- Tomer Capon jako Serge / Francuz (Frenchie), członek Chłopaków, zajmujący się amunicją, uzbrojeniem, infiltracją i łącznością. Często nie słucha rozkazów Rzeźnika, przez co kłóci się z Marvinem.
- Karen Fukuhara jako Kimiko / Niewiasta (The Female), niema członkini Chłopaków obdarzona dużą siłą, wytrzymałością i zdolnością szybkiej samoregeneracji.
- Nathan Mitchell jako Mroczny Cień[b] (Black Noir), milczący i bezwzględny członek Siódemki, ukrywający swoją twarz pod ciemnym kostiumem.
- Elisabeth Shue jako Madelyn Stillwell, charyzmatyczna i przebiegła wiceprezes Vought International.
- Colby Minifie jako Ashley Barrett, która początkowo dba o wizerunek Siódemki, a później zostaje następczynią Stillwell.
- Aya Cash jako Klara Risinger / Liberty / Stormfront, potężna członkini Siódemki, która zastępuje Przejrzystego (seria 2).
- Claudia Doumit jako Victoria Neuman, senator, która jest tajną agentką Voughta
- Jensen Ackles jako Ben / Soldier Boy, dawny superbohater, który był uznany za zmarłego (seria 3)

### Role drugoplanowe
- Simon Pegg jako Hugh Campbell senior, ojciec Hughiego
- Alex Hassell jako Przejrzysty[b] (Translucent), członek Siódemki
- Jennifer Esposito jako Susan Raynor, wicedyrektor CIA
- Ann Cusack jako Donna January, matka Annie
- Christian Keyes jako Nathan, PR-owiec Vought
- Shantel VanSanten jako Becca Rzeźnik, żona Billy’ego
- Shaun Benson jako Ezekiel, dwulicowy ewangelista-superbohater
- Nicola Correia-Damude jako Elena, dziewczyna Czułej
- Giancarlo Esposito jako Stan Edgar, szef Vought International
- Laila Robins jako Grace Mallory, była wicedyrektor CIA
- Brittany Allen jako Charlotte / Pazur[b] (Popclaw), dziewczyna Pośpiesznego
- Shawn Ashmore jako Latarnik[b] (Lamplighter), dawny członek Siódemki
- Katy Breier jako Cassandra, nowa żona Głębokiego
- Jordana Lajoie jako Cherie, była dziewczyna Francuza
- Cameron Crovetti jako Ryan, syn Becki
- Laurie Holden jako Crimson Countess, dawna dziewczyna Soldier Boya

### Występy gościnne
- Malcolm Barrett jako Seth Reed
- David Reale jako Evan Lambert
- Jess Salgueiro jako Robin Ward
- John Doman jako Jonah Vogelbaum
- Haley Joel Osment jako Charles / Mesmer
- Alvina August jako Monique
- Nalini Ingrita jako Janine
- Brit Morgan jako Rachel
- Jackie Tohn jako Courtenay
- Débora Demestre jako Isadora
- John Noble jako Sam Butcher

## Odcinki
| Sezon | Sezon | Odcinki | Oryginalna emisja / | Oryginalna emisja / |
| Sezon | Sezon | Odcinki | Premiera sezonu     | Finał sezonu        |
| ----- | ----- | ------- | ------------------- | ------------------- |
|       | 1     | 8       | 26 lipca 2019       | 26 lipca 2019       |
|       | 2     | 8       | 4 września 2020     | 9 października 2020 |
|       | 3     | 8       | 3 czerwca 2022      | 8 lipca 2022        |
|       | 4     | 8       | 13 czerwca 2024     | 18 lipca 2024       |

### Seria 1 (2019)
| Nr | # | Tytuł                         | Tytuł polski             | Reżyseria        | Scenariusz                                | Premiera w Amazon |
| 1  | 1 | The Name of the Game          | Jak na imię tej grze?    | Dan Trachtenberg | Eric Kripke                               | 26 lipca 2019     |
| 2  | 2 | Cherry                        | Cherry                   | Matt Shakman     | Eric Kripke                               | 26 lipca 2019     |
| 3  | 3 | Get Some                      | Zaliczanie               | Phil Sgriccia    | George Mastras                            | 26 lipca 2019     |
| 4  | 4 | The Female of the Species     | Niewiasta                | Fred Toye        | Craig Rosenberg                           | 26 lipca 2019     |
| 5  | 5 | Good for the Soul             | Dobre dla duszy          | Stefan Schwartz  | Anne Cofell Saunders                      | 26 lipca 2019     |
| 6  | 6 | The Innocents                 | Niewinni                 | Jennifer Phang   | Rebecca Sonnenshine                       | 26 lipca 2019     |
| 7  | 7 | The Self-Preservation Society | Instynkt samozachowawczy | Dan Attias       | Craig Rosenberg & Ellie Monahan           | 26 lipca 2019     |
| 8  | 8 | You Found Me                  | Znalazłeś mnie           | Eric Kripke      | Anne Cofell Saunders, Rebecca Sonnenshine | 26 lipca 2019     |

### Seria 2 (2020)
| Nr | # | Tytuł                                           | Reżyseria       | Scenariusz          | Premiera w Amazon   |
| 9  | 1 | The Big Ride                                    | Philip Sgriccia | Eric Kripke         | 4 września 2020     |
| 10 | 2 | Proper Preparation and Planning                 | Liz Friedlander | Rebecca Sonnenshine | 4 września 2020     |
| 11 | 3 | Over the Hill with the Swords of a Thousand Men | Steve Boyum     | Craig Rosenberg     | 4 września 2020     |
| 12 | 4 | Nothing Like It in the World                    | Fred Toye       | Michael Saltzman    | 11 września 2020    |
| 13 | 5 | We Gotta Go Now                                 | Batan Silva     | Ellie Monahan       | 18 września 2020    |
| 14 | 6 | The Bloody Doors Off                            | Sarah Boyd      | Anslem Richardson   | 25 września 2020    |
| 15 | 7 | Butcher, Baker, Candlestick Maker               | Stefan Schwartz | Craig Rosenberg     | 2 października 2020 |
| 16 | 8 | What I Know                                     | Alex Graves     | Rebecca Sonnenshine | 9 października 2020 |

### Seria 3 (2022)
| Nr | # | Tytuł                                       | Tytuł polski                           | Reżyseria       | Scenariusz                     | Premiera w Amazon |
| 17 | 1 | Payback                                     | Odwet                                  | Philip Sgriccia | Craig Rosenberg                | 3 czerwca 2022    |
| 18 | 2 | The Only Man in the Sky                     | Jedyny facet na niebie                 | Philip Sgriccia | David Reed                     | 3 czerwca 2022    |
| 19 | 3 | Barbary Coast                               | Barbary Coast                          | Julian Holmes   | Anslem Richardson i Geoff Aull | 3 czerwca 2022    |
| 20 | 4 | Glorious Five Year Plan                     | Chwalebny plan pięcioletni             | Julian Holmes   | Meredith Glynn                 | 10 czerwca 2022   |
| 21 | 5 | The Last Time to Look on This World of Lies | Ostatnie spojrzenie na zakłamany świat | Nelson Cragg    | Ellie Monahan                  | 17 czerwca 2022   |
| 22 | 6 | Herogasm                                    | Bohaterogazm                           | Nelson Cragg    | Jessica Chou                   | 24 czerwca 2022   |
| 23 | 7 | Here Comes a Candle to Light You to Bed     | Świeczka na dobranoc                   | Sarah Boyd      | Paul Grellong                  | 1 lipca 2022      |
| 24 | 8 | The Instant White-Hot Wild                  | Rozpalony do białości                  | Sarah Boyd      | Logan Ritchey i David Reed     | 8 lipca 2022      |

### Seria 4 (2024)
| Nr | # | Tytuł                               | Tytuł polski                  | Reżyseria         | Scenariusz                | Premiera w Amazon |
| 25 | 1 | Department of Dirty Tricks          | Departament Brudnych Zagrywek | Philip Sgriccia   | David Reed                | 13 czerwca 2024   |
| 26 | 2 | Life Among the Septics              | Zakaźne życie                 | Karen Gaviola     | Jessica Chou              | 13 czerwca 2024   |
| 27 | 3 | We'll Keep the Red Flag Flying Here | Czerwona flaga                | Fred Toye         | Ellie Monahan             | 13 czerwca 2024   |
| 28 | 4 | Wisdom of the Ages                  | Mądrość wieku                 | Phil Sgriccia     | Geoff Aull                | 20 czerwca 2024   |
| 29 | 5 | Beware the Jabberwock, My Son       | Strzeż się Żabrołaka, synu    | Shana Stein       | Judalina Neira            | 27 czerwca 2024   |
| 30 | 6 | Dirty Business                      | Brudny interes                | Karen Gaviola     | Anslem Richardson         | 4 lipca 2024      |
| 31 | 7 | The Insider                         | Wtyczka                       | Catriona McKenzie | Paul Grellong             | 11 lipca 2024     |
| 32 | 8 | Season Four Finale                  | Finał sezonu 4                | Eric Kripke       | Jessica Chou i David Reed | 18 lipca 2024     |

## Premiera
26 września 2018 ukazał się oficjalny plakat serii. 5 października 2018 podczas corocznego New York Comic Con upubliczniono zwiastun. 24 stycznia 2019 ukazał się kolejny, za pośrednictwem oficjalnego konta Setha Rogena na Twitterze. Premiera serialu odbyła się 26 lipca 2019, po wydaniu trzeciego zwiastuna.

## Odbiór
| Tytuł    | Sezon | Rotten Tomatoes    | Metacritic       |
| -------- | ----- | ------------------ | ---------------- |
| The Boys | 1     | 85% (106 recenzji) | 74 (19 recenzji) |
| The Boys | 2     | 97% (105 recenzji) | 80 (15 recenzji) |
| The Boys | 3     | 98% (152 recenzje) | 77 (20 recenzji) |
| The Boys | 4     | 93% (130 recenzji) | 76 (21 recenzji) |

Serial spotkał się z pozytywnym przyjęciem ze strony krytyków. W agregatorze recenzji Rotten Tomatoes ogólny wynik czterech serii wyniósł 93%, przy czym 354 recenzje uznano za pozytywne, a 29 za negatywne. Średnia ważona ocen wyniosła 7,9 na 10. Z kolei w agregatorze Metacritic średnia ważona ocen, wystawionych na podstawie 75 recenzji czterech serii, wyniosła 76 punktów na 100.